# Milnesium krzysztofi
Milnesium krzysztofi is een soort beerdiertje. Het dier is ingedeeld in het geslacht Milnesium dat behoort tot de familie Milnesiidae. Milnesium krzysztofi werd in 2007 beschreven door Kaczmarek en Michalczyk.